# Округ Лоренс (Тенеси)
Округ Лоренс (енгл. Lawrence County) је округ у америчкој савезној држави Тенеси.

## Демографија
По попису из 2010. године број становника је 41.869, што је 1.943 (4,9%) становника више него 2000. године.
| Група             | 2000.          | 2010.          |
| Белци             | 38.431 (96,3%) | 39.690 (94,8%) |
| Афроамериканци    | 587 (1,5%)     | 642 (1,5%)     |
| Азијати           | 96 (0,2%)      | 121 (0,3%)     |
| Хиспаноамериканци | 399 (1,0%)     | 689 (1,6%)     |
| Укупно            | 39.926         | 41.869         |